# Jozien Bensing

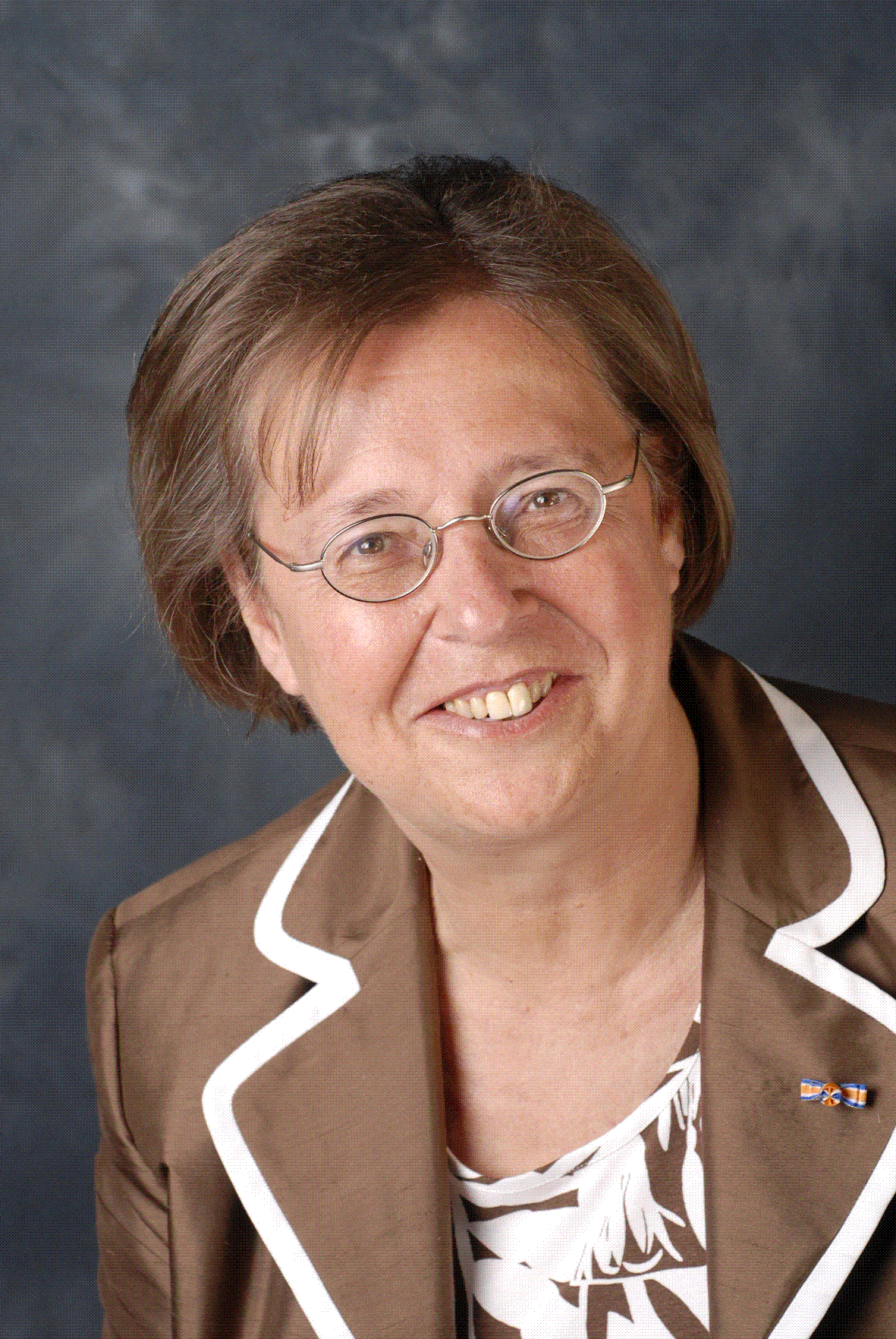
Jozien Bensing

Josina Maria „Jozien“ Bensing (* 12. März 1950 in Tilburg) ist eine niederländische Psychologin.

## Leben
Bensing studierte klinische Psychologie an der Universität Utrecht und wurde 1991 an der Erasmus-Universität Rotterdam promoviert. Sie ist seit 1993 Professorin für klinische Psychologie und Gesundheits-Psychologie an der Universität Utrecht und 1985 bis 2008 Direktorin von NIVEL (Nederlands Instituut voor Onderzoek van de Gezondheidszorg). 1996 bis 1998 war sie Dekanin der Fakultät für Sozialwissenschaften in Utrecht.
Sie untersucht die Kommunikation zwischen Ärzten und Patienten im Gesundheitswesen, wobei sie auch Protokolle für nicht-verbale Kommunikation entwickelte. Für ihre Untersuchung dokumentierte sie über 16.000 Arzt-Patienten-Gespräche auf Video.
2006 erhielt sie den Spinoza-Preis. 2003 erhielt sie den George Engel Award, 2004 wurde sie Offizier des Ordens von Oranje-Nassau und 2015 Ritter vom Orden des Niederländischen Löwen. Sie ist im Rat für Sozialwissenschaften der Königlich Niederländischen Akademie der Wissenschaften.